# Eternal Blasphemy
Eternal Blasphemy (slovensko Večno bogoskrunstvo) je album v živo slovenske black/death metal skupine Noctiferia, izdan julija 1997 pri Erotica Promotions. Posnet je bil v živo v studiu Radia Študent v Rožni dolini.

## Seznam pesmi
Vse pesmi je napisala skupina Noctiferia.
| Št.             | Naslov                    | Dolžina |
| --------------- | ------------------------- | ------- |
| 1.              | „Visionary Stormcall‟     | 5:12    |
| 2.              | „Carnage In Elysium‟      | 5:01    |
| 3.              | „7th Candle‟              | 3:28    |
| 4.              | „Pandemonium‟             | 5:13    |
| 5.              | „Immemorial Light‟        | 4:17    |
| 6.              | „This Is My Art‟          | 3:19    |
| 7.              | „Dying On The Other Side‟ | 4:46    |
| 8.              | „Matricide‟               | 3:55    |
| 9.              | „Fatality‟                | 4:06    |
| 10.             | „Gods Of Pocka‟           | 3:33    |
| 11.             | „Roswell 47‟              | 4:19    |
| 12.             | „Visionary Stormcall‟     | 4:27    |
| Skupna dolžina: | Skupna dolžina:           | 51:36   |

## Zasedba
Noctiferia
- David Kiselić (kot "Varg Gorgoneion") — vokal, kitara
- Igor Nardin — kitara
- Uroš Lipovec — bas kitara
- Robert Steblovnik — bobni